# 2005-ös magyar asztalitenisz-bajnokság
A 2005-ös magyar asztalitenisz-bajnokság a nyolcvannyolcadik magyar bajnokság volt. A bajnokságot március 4. és 6. között rendezték meg Budapesten, a Statisztika Marczibányi téri csarnokában.

## Eredmények
| Versenyszám  | Arany                                                           | Arany | Ezüst                                                             | Ezüst | Bronz | Bronz |
| ------------ | --------------------------------------------------------------- | ----- | ----------------------------------------------------------------- | ----- | --- | ----- |
| Férfi egyéni | Fazekas Péter TTC Langenlois                                    |       | Lindner Ádám BVSC                                                 |       | Podpinka András Kecskeméti SpartacusMolnár Csaba Ceglédi VSE                                                                     |       |
| Női egyéni   | Fazekas Mária Statisztika Petőfi SC                             |       | Éllő Vivien Postás-Matáv SE                                       |       | Braun Éva BSEMolnár Zita Statisztika Petőfi SC                                                                                   |       |
| Férfi páros  | Fazekas Péter, Pázsy Ferenc TTC Langenlois , SV Plüderhausen    |       | Lindner Ádám, Varga Zoltán BVSC                                   |       | Muskó Péter, Vitsek Iván ASKÖ Linz Altstadt Molnár Csaba, Gerold Gábor Ceglédi VSE, TTV Wiener Neudorf                           |       |
| Női páros    | Fazekas Mária, Póta Georgina Statisztika Petőfi SC              |       | Éllő Vivien, Kertai Rita Postás-Matáv SE                          |       | Molnár Zita, Li Bin Statisztika Petőfi SCBraun Éva, Iszajeva Anna BSE                                                            |       |
| Vegyes páros | Zoltán Zoltán, Kókai Ágnes ASVÖ Lavamünd , Kecskeméti Spartacus |       | Pázsy Ferenc, Molnár Zita SV Plüderhausen , Statisztika Petőfi SC |       | Fazekas Péter, Póta Georgina TTC Langenlois , Statisztika Petőfi SCVitsek Iván, Éllő Vivien ASKÖ Linz Altstadt , Postás-Matáv SE |       |